# Eva Celbová
Eva Celbová (Náchod, 8 de mayo de 1975) es una deportista checa que compitió en voleibol, en la modalidad de playa.
Ganó una medalla de bronce en el Campeonato Mundial de Vóley Playa de 2001 y cinco medallas en el Campeonato Europeo de Vóley Playa entre los años 1996 y 2002.

## Palmarés internacional
| Campeonato Mundial | Campeonato Mundial         | Campeonato Mundial | Campeonato Mundial |
| Año                | Lugar                      | Medalla            | Pareja             |
| ------------------ | -------------------------- | ------------------ | ------------------ |
| 2001               | Klagenfurt (Austria)       | Medalla de bronce  | Soňa Dosoudilová   |
| Campeonato Europeo |                            |                    |                    |
| Año                | Lugar                      | Medalla            | Pareja             |
| 1996               | Pescara (Italia)           | Medalla de oro     | Soňa Dosoudilová   |
| 1997               | Roma (Italia)              | Medalla de bronce  | Soňa Dosoudilová   |
| 1998               | Rodas (Grecia)             | Medalla de oro     | Soňa Dosoudilová   |
| 1999               | Palma de Mallorca (España) | Medalla de bronce  | Soňa Dosoudilová   |
| 2002               | Basilea (Suiza)            | Medalla de bronce  | Soňa Nováková      |